# Eugen Ekman
Eugen Georg Oskar Ekman (ur. 27 października 1937 w Vaasa) – fiński gimnastyk. Złoty medalista olimpijski z Rzymu.
Igrzyska w 1960 były jego pierwszą olimpiadą. Triumfował w ćwiczeniach na koniu z łękami. W tej samej konkurencji był w 1959 drugi na mistrzostwach Europy. Brał udział również w IO 64.